# Coelonia fulvinotata
Coelonia fulvinotata là một loài bướm đêm thuộc họ Sphingidae. Nó được tìm thấy ở most habitats, excluding the more extreme ones, throughout the Ethiopian Region, from Gambia phía đông đến Ethiopia và phía nam đến miền bắc Nam Phi và Madagascar. 
Chiều dài cánh trước là 52–55 mm đối với con đực. 

## Phụ loài
- Coelonia fulvinotata fulvinotata
- Coelonia fulvinotata nigrescens Basquin, 1992 (Sao Tomé và Príncipe)

## Hình ảnh

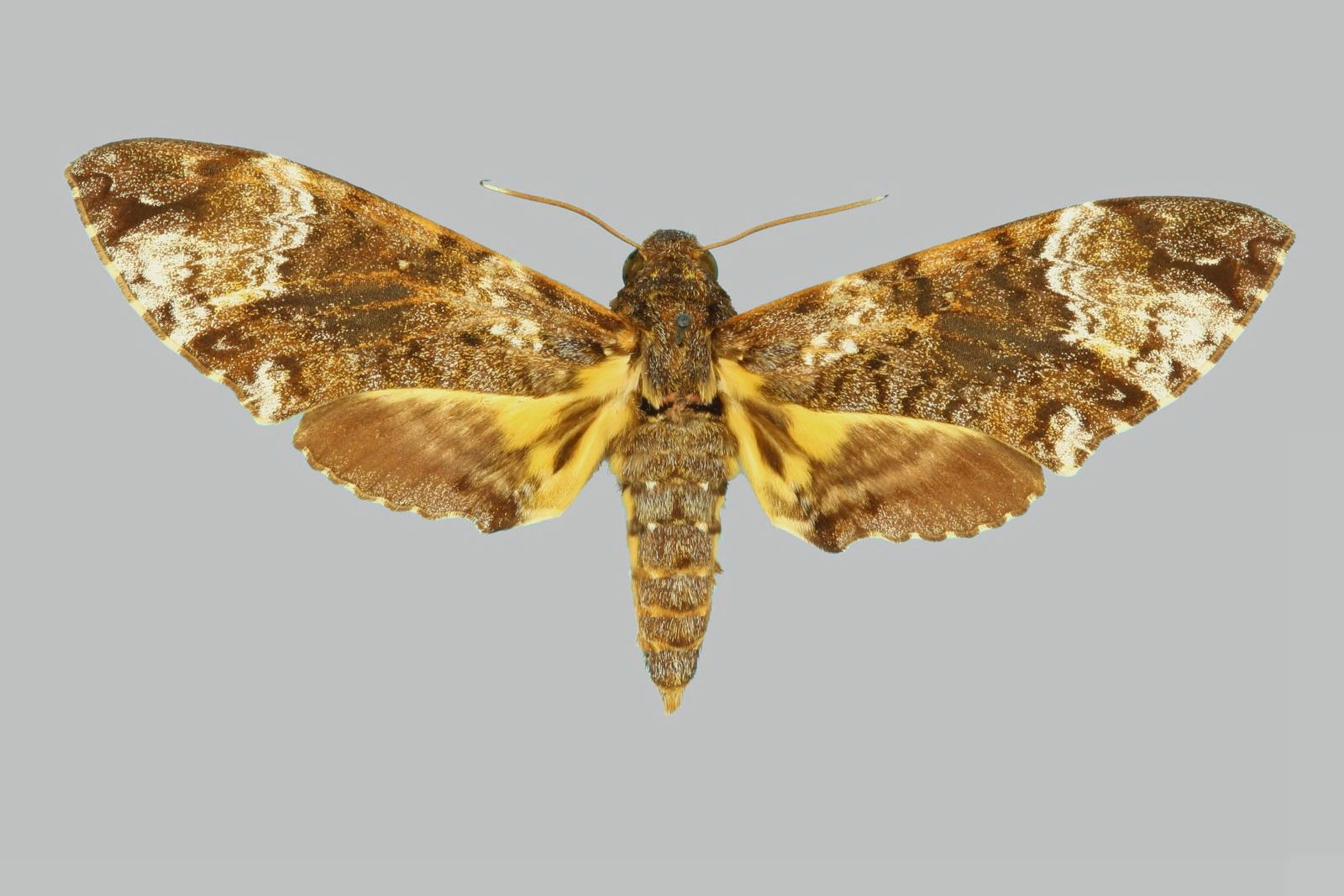
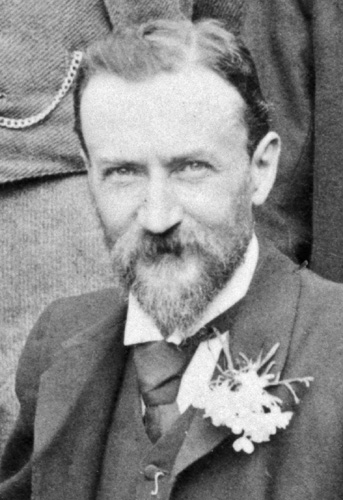
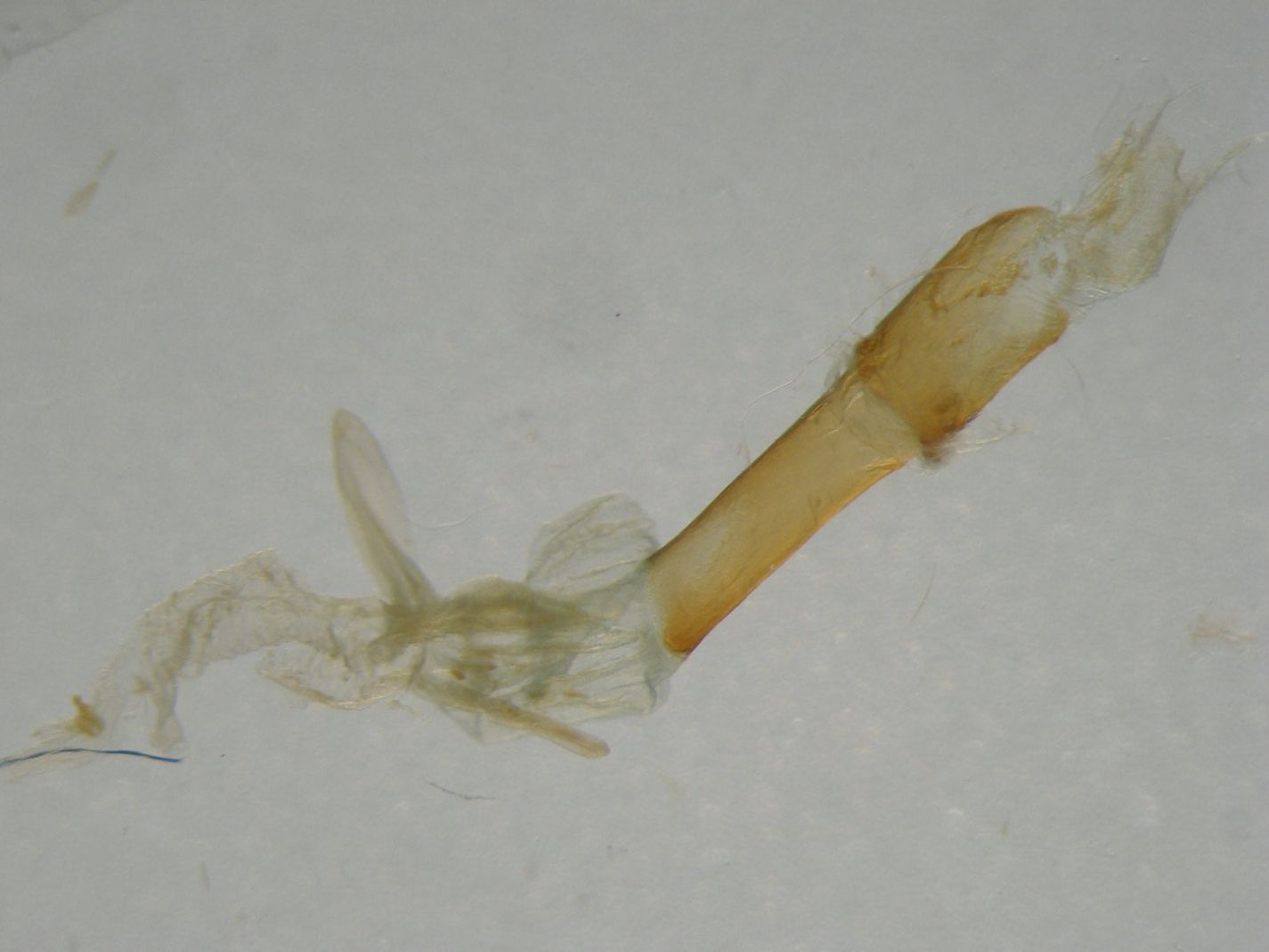